# 豪勳爵島雙線䲁
豪勳爵島雙線䲁（學名：Enneapterygius howensis），為輻鰭魚綱䲁形目三鰭䲁科雙線䲁屬的一個種，由德國魚類學家羅納德·弗里克於1997年描述，分布於西南太平洋豪勳爵島海域，為特有種，深度0至9公尺，本魚體小呈圓柱狀，雌魚呈紅白色斑駁狀，雄魚體後部2/3淺色，臀鰭基部上方有垂直黑色條紋和三角形斑塊，體長可達3.5公分，棲息在沿海淺水域，雌魚產附著性卵在藻類築的巢，雄魚會守護卵，幼魚為浮游性，生活習性不明。